# Андерсон Ліма
Андерсон Ліма (порт. Ânderson Lima; нар. 18 березня 1973, Сан-Паулу) — бразильський футболіст, що грав на позиції правого захисника за низку бразильських клубних команд, японський «Альбірекс Ніїгата» і португальську «Ештрелу». Виступав за молодіжну збірну Бразилії.
Володар Кубка Бразилії. Переможець Ліги Гаушу і Ліги Пауліста. Володар Кубка КОНМЕБОЛ.

## Клубна кар'єра
Народився 18 березня 1973 року в місті Сан-Паулу. Вихованець футбольної школи клубу «Жувентус Сан-Паулу». Дорослу футбольну кар'єру розпочав 1993 року в основній команді того ж клубу, в якій провів два сезони.
Провівши 1995 рік у складі «Гуарані» (Кампінас), наступного року став гравцем «Сантуса», за команду якого відіграв три з половиною сезони своєї ігрової кар'єри.
Після цього транзитом через «Сан-Паулу» 2000 року перейшов до «Греміо», кольори якого захищав протягом наступних чотирьох років. Більшість часу, проведеного у складі «Греміо», був основним гравцем захисту команди, 2001 року став у її складі володарем Кубка Бразилії і переможцем Ліги Гаушу.
Протягом 2004—2005 років грав за «Сан-Каетану», якому допоміг виграти Лігу Пауліста, після чого подався до Японії, де протягом частини 2005 року захищав кольори клубу «Альбірекс Ніїгата».
2006 року повернувся на батьківщину, де знову став гравцем «Сан-Каетану», після чого грав за «Корітібу», «Ітуано», «Операріо», «Брагантіно» та «Шапекоенсе».
Завершив ігрову кар'єру у португальський «Ештрелі» (Амадора), за яку виступав протягом 2009—2010 років.

## Виступи за збірні
1989 року дебютував у складі юнацької збірної Бразилії (U-17), загалом на юнацькому рівні взяв участь у 3 іграх.
1991 року залучався до складу молодіжної збірної Бразилії. На молодіжному рівні зіграв в одному офіційному матчі, ставав фіналістом молодіжного чемпіонату світу 1991 року.

## Титули і досягнення
- Володар Кубка Бразилії (1):

«Греміо»: 2001
- Переможець Ліги Гаушу (1):

«Греміо»: 2001
- Переможець Ліги Пауліста (1):

«Сан-Каетану»: 2004
- Володар Кубка КОНМЕБОЛ (1):

«Сантус»: 1998
- Чемпіон Південної Америки (U-16): 1988
- Чемпіон Південної Америки (U-20): 1991